# August Scheffer
August Scheffer   (Haarlem, 24 de gener de 1898 - Haarlem, 1 de novembre de 1952) fou un aixecador neerlandès que va competir durant la dècada de 1920.
El 1924 va prendre part en els Jocs Olímpics de París, on fou setè en la prova del pes lleuger, per a aixecadors amb un pes inferior a 67,5 kg, del programa d'halterofília. Quatre anys més tard, als Jocs d'Amsterdam, guanyà la medalla de bronze en la prova del pes mitjà del programa d'halterofília.